# Quercus gemelliflora
Quercus gemelliflora är en bokväxtart som beskrevs av Carl Ludwig von Blume. Quercus gemelliflora ingår i släktet ekar, och familjen bokväxter. Inga underarter finns listade.